# Mount Pulitzer
Mount Pulitzer är ett berg i Antarktis. Det ligger i Västantarktis. Nya Zeeland gör anspråk på området. Toppen på Mount Pulitzer är 1 886 meter över havet.
Terrängen runt Mount Pulitzer är varierad. Trakten är obefolkad. Det finns inga samhällen i närheten.